# Pelviskopie
Pelviskopie (lat. pelvis = Becken, griech. skopeia = Betrachtung) ist in der Medizin ein laparoskopischer Eingriff im unteren Bauchraum bzw. im Becken. Die Pelviskopie wird abgekürzt als PSK.
Der Begriff geht auf Kurt Semm zurück, der die Laparoskopie als Pelviskopie bezeichnete. Dies sollte den Unterschied zwischen der gynäkologischen Laparoskopie, die sich vorwiegend mit den Organen im Becken (Pelvis) beschäftigt, und denen anderer Fachrichtungen im Oberbauch verdeutlichen. Er hoffte dadurch, höhere Gebühren bei den Krankenkassen abrechnen zu können. 1967 führte er die Methode zur gynäkologischen Diagnostik an der Universitätsfrauenklinik München ein. Semm wollte jedoch die endoskopische Technik nicht nur zu diagnostischen Zwecken einsetzen, wie es damals schon allgemein anerkannt war, sondern das Spektrum beträchtlich erweitern.
Die Pelviskopie wird aufgrund des erweiterten Spektrums der operativen Möglichkeiten heute eher als Bauchspiegelung (Laparoskopie) bezeichnet. Sie dient häufig zu diagnostischen Zwecken, beispielsweise einer Überprüfung der Eileiterdurchgängigkeit (Chromopertubation) in der Gynäkologie, aber auch zunehmend zu operativen Maßnahmen, die über die reine Diagnostik hinausgehen.